# Гірму
Гі́рму (ест. Hirmu järv) — природне озеро в Естонії, у волості Вастселійна повіту Вирумаа.

## Розташування
Гірму належить до Чудського суббасейну Східноестонського басейну.
Озеро лежить у межах села Вокі.

## Опис
Загальна площа озера становить 1,2 га. Довжина берегової лінії — 704 м.